# Dominic Johnson (Journalist)
Dominic Johnson (* 1966) ist ein britischer Journalist und Sachbuchautor mit Wahlheimat in Berlin, der seit 1990 afrikanische Länder bereist und über deren politische Entwicklung, die Geschichte und die Krisen der letzten Jahrzehnte in diesen Gebieten schreibt.

## Leben
Johnson arbeitet seit 1990 in der Redaktion der Berliner Tageszeitung taz. Seit 2011 ist er einer der beiden Leiter des Auslandsressorts der Zeitung. Zu seinen Veröffentlichungen gehören mehrere Bücher und eine große Zahl von Zeitungsartikeln sowie Beiträge für die Vierteljahreszeitschrift Regards Croisés des Pole Institute, eines Forschungsinstituts in Goma in der Demokratischen Republik Kongo nahe der Grenze zu Ruanda. Johnson ist Mitglied im Beirat des Pole Institute. Auf der Website der taz betreibt er das Blog Kongo-Echo.

## Buchveröffentlichungen
- Mit Willi Germund: Wie ein Floss in der Nacht: Afrikas Suche nach der Zukunft. Dietz, Bonn 1996, ISBN 3-8012-3070-8.
- Abschied von der Insel? Großbritannien im Wandel. Dietz, Bonn 1997, ISBN 3-8012-3077-5.
- Kongo. Kriege, Korruption und die Kunst des Überlebens. Brandes und Apsel Verlag, Frankfurt am Main 2008, ISBN 978-3-86099-743-7.
- Afrika vor dem großen Sprung. Verlag Klaus Wagenbach, Berlin 2011, ISBN 978-3-8031-2656-6.[1]
- Mit Simone Schlindwein und Bianca Schmolze: Tatort Kongo – Prozess in Deutschland: Die Verbrechen der ruandischen Miliz FDLR und der Versuch einer juristischen Aufarbeitung. Christoph Links Verlag, Berlin 2016, ISBN 978-3-86153-871-4.

Johnson war beteiligt an der Redaktion der Broschüre Guerillas im Nebel: Wie Kongolesen den Krieg gegen die ruandische FDLR-Milizen im Osten der Demokratischen Republik Kongo erleben und was Deutschland damit zu tun hat.